# Chutes d'Ekom
Pour les articles homonymes, voir Ekom.
Les chutes d'Ekom sont des chutes d'eau situées dans le département du Moungo au Cameroun, à proximité de Melong, sur le fleuve Nkam. Elles sont hautes de 80 mètres.
Les chutes d'Ekom sont localisées dans le village Ekom-Nkam, du peuple Baréko.

## Géographie

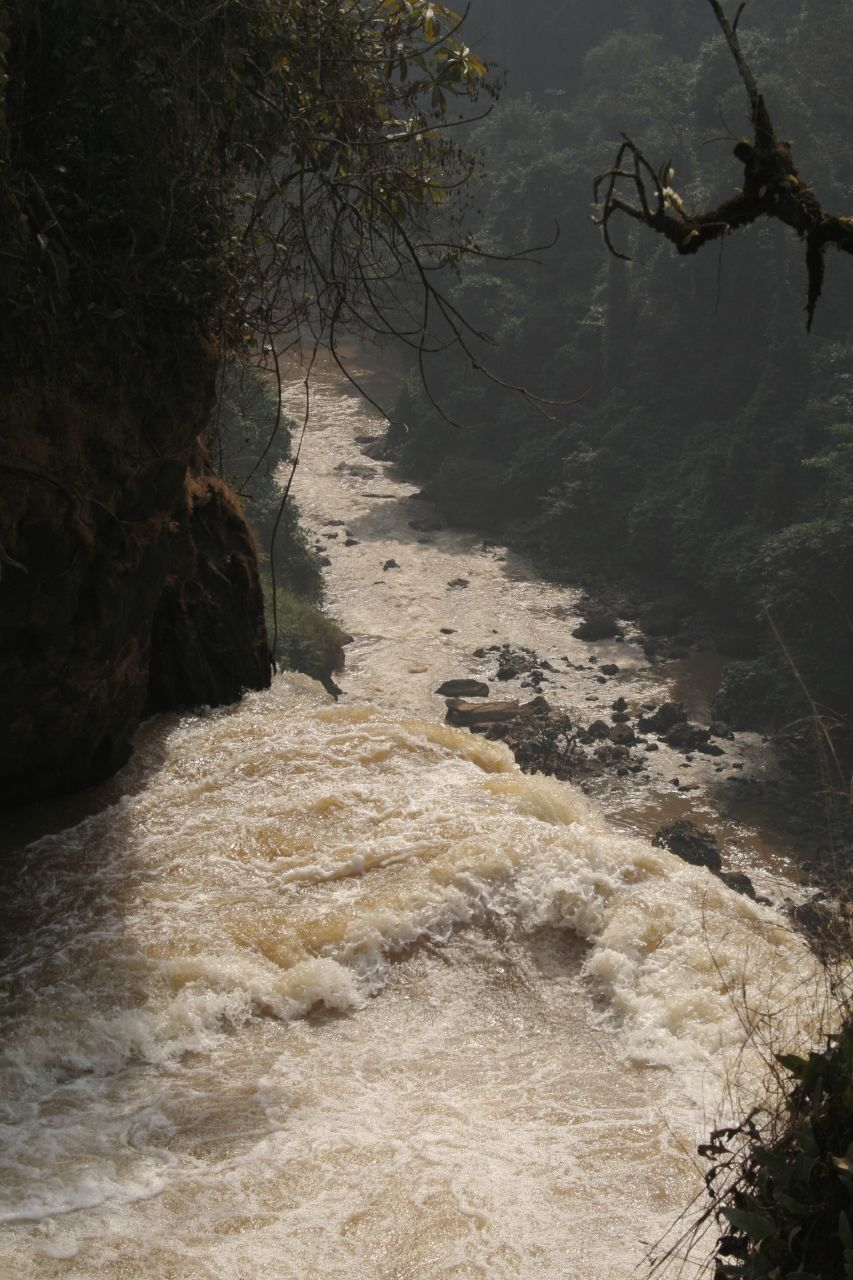
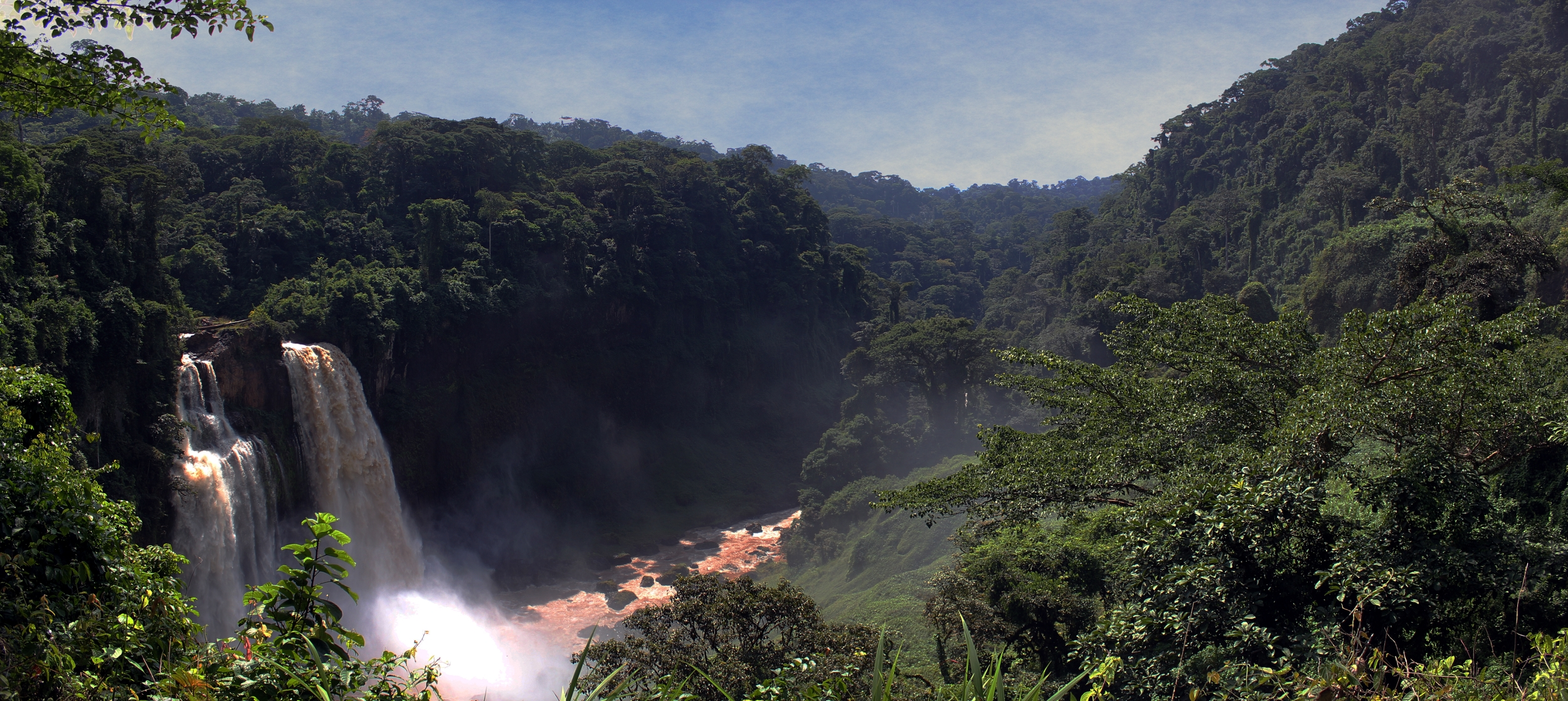
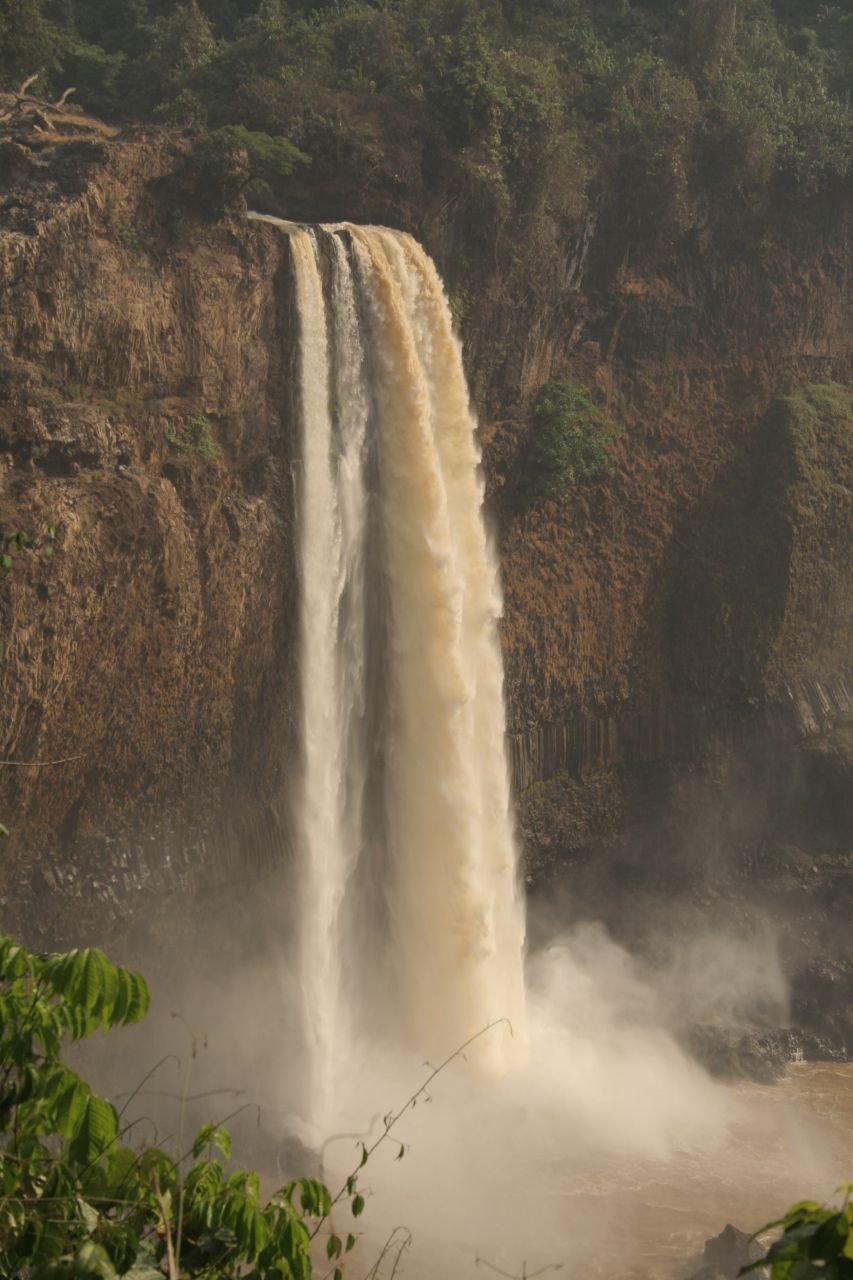

## Végétation

Spécimens récoltés près des chutes.
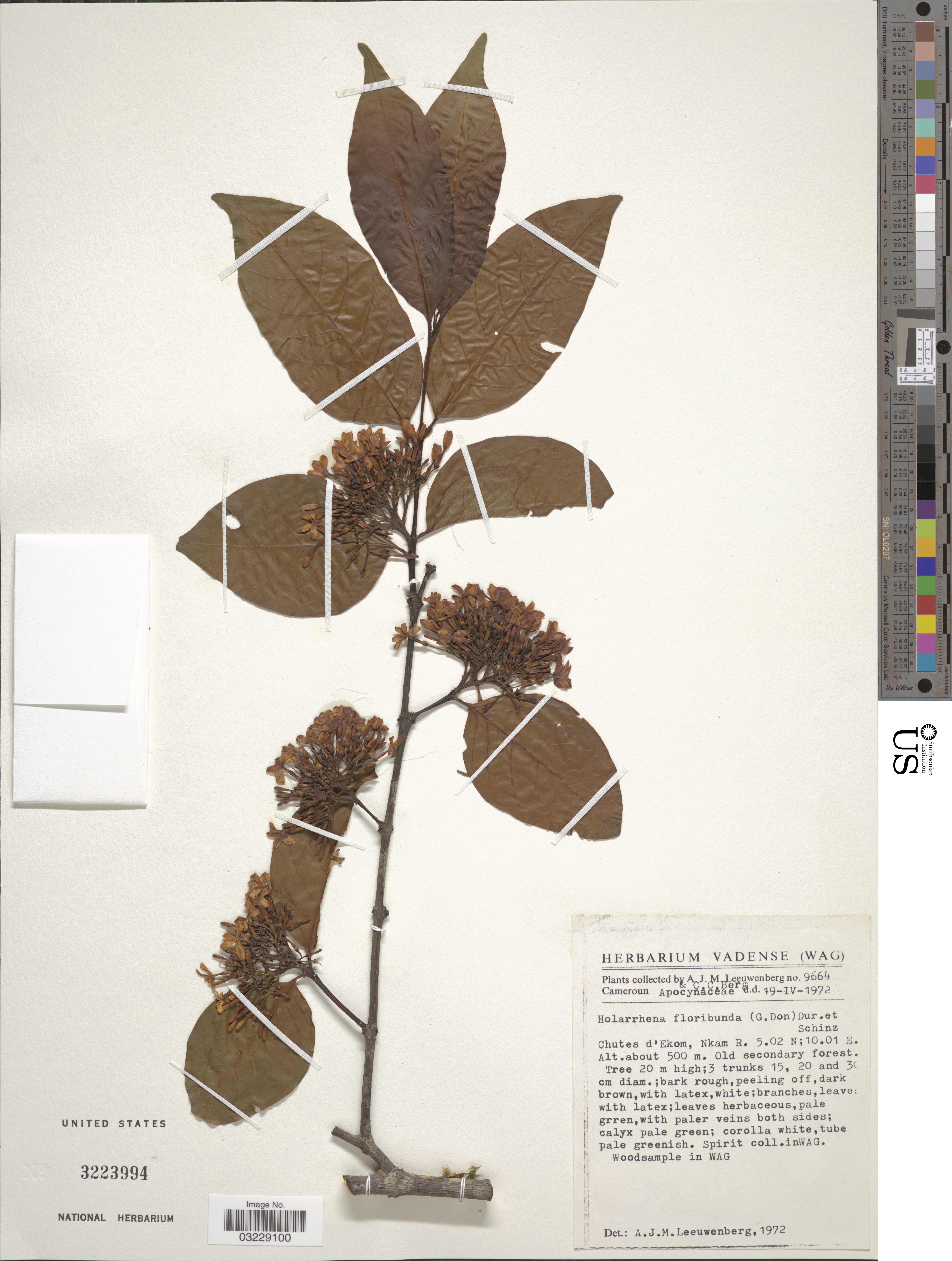
Holarrhena floribunda.
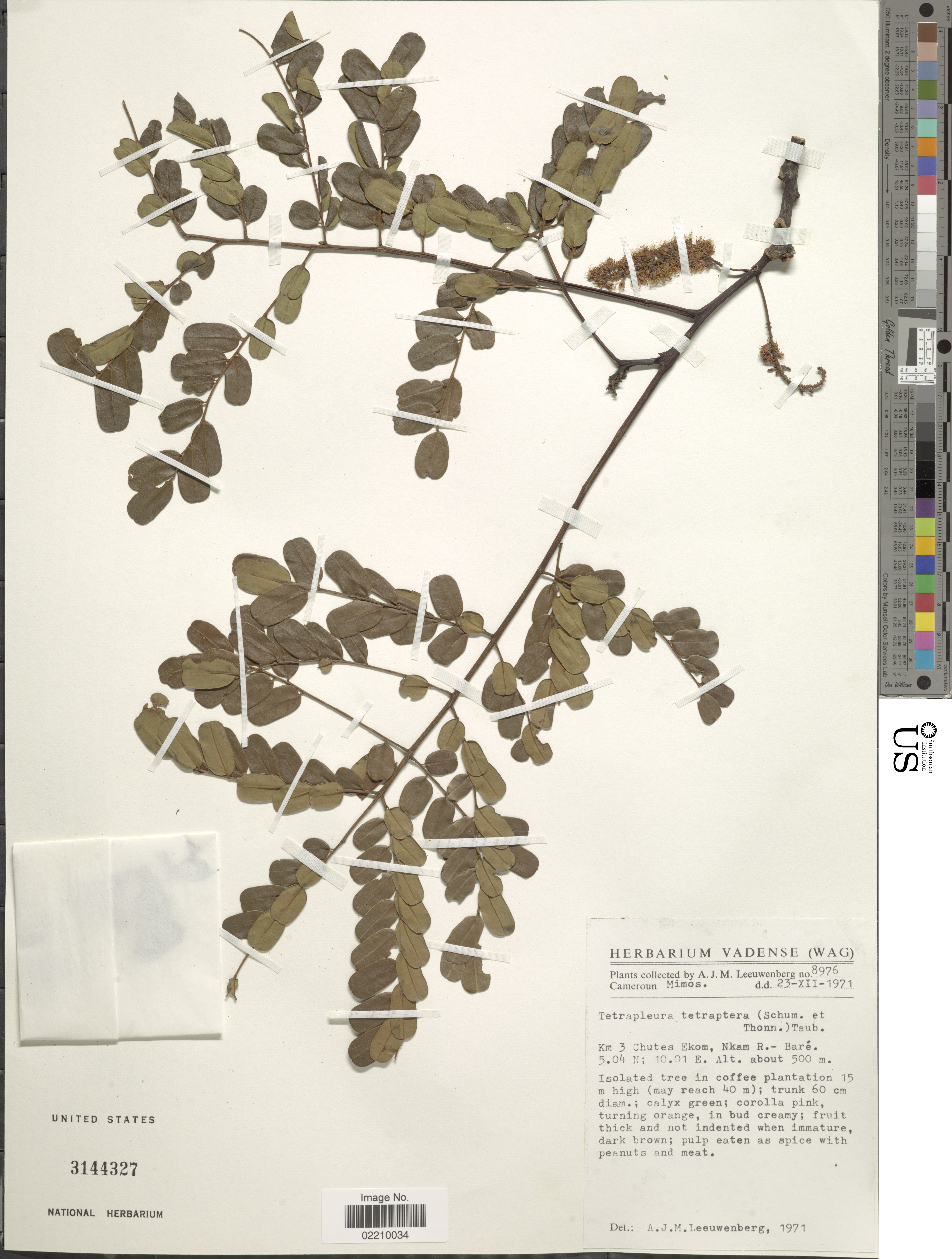
Tetrapleura tetraptera.

## Films tournés sur place
- Greystoke, la légende de Tarzan (1984)